# Tarumizu
Tarumizu (jap. 垂水市 Tarumizu-shi) – miasto w Japonii, w prefekturze Kagoshima, na wyspie Kiusiu.

## Historia
1 kwietnia 1889 roku, wraz z wdrożeniem przepisów miejskich, powstała wioska Tarumizu. 1 grudnia 1924 roku wioska zdobyła status miasteczka. 10 stycznia 1955 roku teren miejscowości powiększył się o wioski Shinjō (jap. 新城村) i Ushine (jap. 牛根村). 1 października 1958 roku Tarumizu zdobyło status miasta.

## Populacja
Zmiany w populacji terenu miasta w latach 1940–2015: